# امیریه (فیروزکوه)
امیریه، روستایی از توابع بخش مرکزی شهرستان فیروزکوه در استان تهران، ایران است.

## جمعیت
این روستا در دهستان پشتکوه قرار دارد و براساس سرشماری مرکز آمار ایران در سال ۱۳۸۵، جمعیت آن ۴۶۱ نفر (۱۲۴خانوار) بوده‌است.